# Onofrio Bramante
Onofrio Bramante alias Brahms (* 3. August 1926 in Mailand, Italien; † 22. Juni 2000 in Monopoli, Italien) war ein italienischer Maler und Comiczeichner.

## Leben und Werk
Bramante, der eine Ausbildung in klassischer Malerei erhalten hatte, hatte sein Comic-Debüt im Jahr 1949 mit der Reihe King Prater zu Texten von Gian Giacomo Dalmasso. Der folgten die Comics Falcon Wild und Silver Pitt für den Verlag Tomasina. In den 1950er und 1960er Jahren zeichnete Bramante zahlreiche Western- und Humor-Comics, unter anderem auch für die von Mondadori herausgegebene italienische Micky-Maus-Version Topolino. In der zweiten Hälfte der 1970er Jahre gab er das Comiczeichnen auf und widmete sich der Malerei.
Im deutschen Sprachraum sind Comics von Bramante in Walt Disneys Lustigen Taschenbüchern erschienen.